# Banga Ngonge
Banga Ngonge est un village du Cameroun situé dans le département de la Meme et la Région du Sud-Ouest. Il fait partie de la commune de Mbonge.

## Population
Lors du recensement de 1987, la localité comptait 2 990 habitants, partiellement peuplée de Bakundu. Lors du recensement suivant, en 2005, on y a dénombré 6 797 personnes.